# 谷口楽器
株式会社谷口楽器（たにぐちがっき）は、東京都千代田区神田駿河台にある日本の楽器小売店である。左利き用ギター専門の国内唯一の店舗であり、またハーモニカ専門店としても国内外で知られている。

## 概要
ハーモニカやアコーディオンの専門店としては国内の草分けであり、昭和初期に御茶ノ水の楽器街が形成される端緒となった老舗の一つである。

### 業務内容

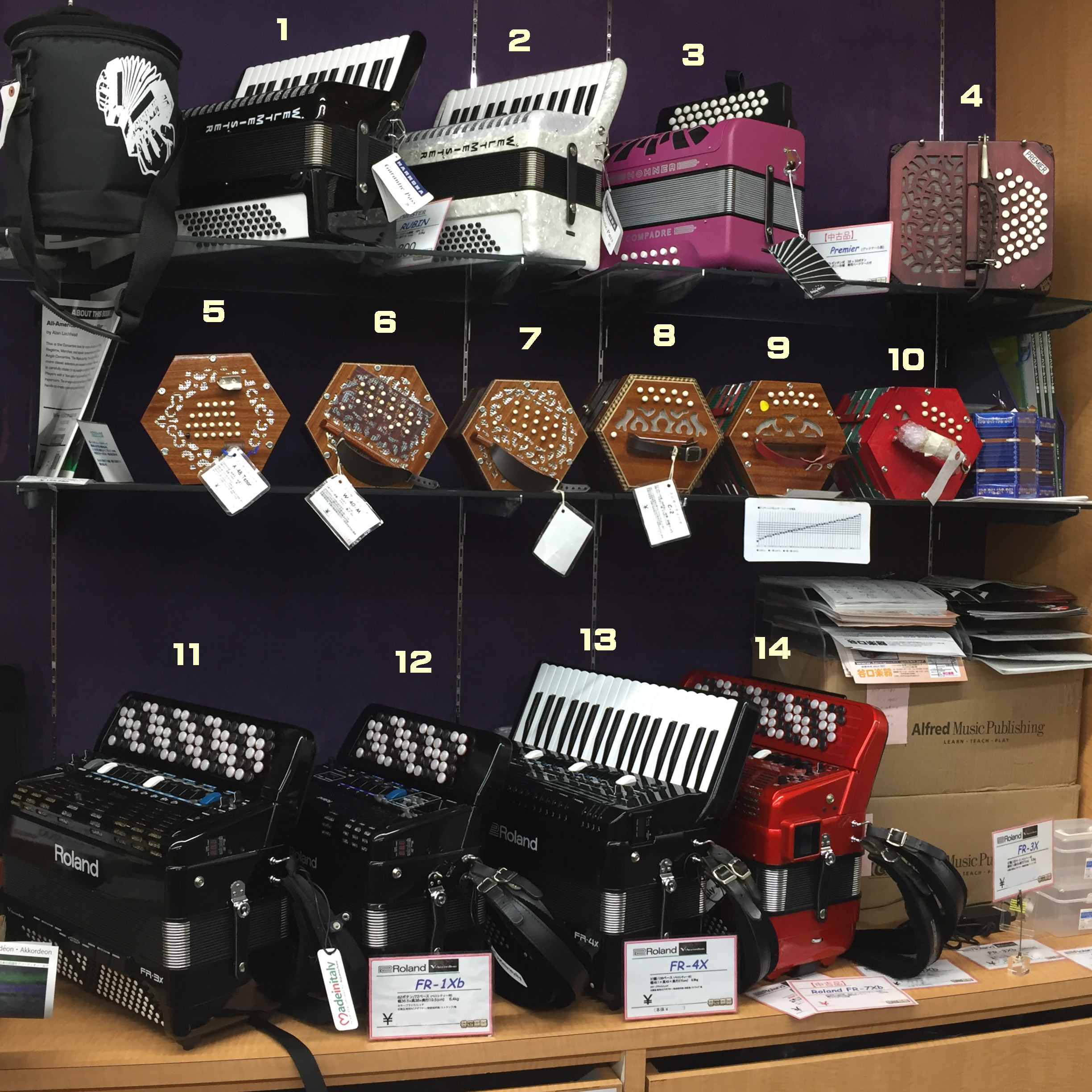
谷口楽器のアコーディオン売場の商品棚。この写真以外の棚にも多数の蛇腹楽器が並んでいる)
ピアノ・アコーディオン･･･1,2,13
ダイアトニック・ボタン・アコーディオン･･･3
バンドネオン･･･4
コンサーティーナ･･･5～10
クロマティック・アコーディオン･･･11,12,14
電子アコーディオン･･･11～14

左利き用ギター（「レフティギター」「レフトハンドギター」とも言う）とフリー・リード楽器(ハーモニカ、アコーディオンおよびその他の蛇腹楽器、鍵盤ハーモニカ、等)の専門店として、店頭販売、ネットなどの通信販売、修理、中古楽器の買い取り・販売などを行う。また、楽器の普及のため各種のイベントを企画・開催したり、オリジナルの専用マイクなど楽器関連の特殊な商品も扱っている。

#### 左利き用のギターとベース
日本では珍しい、左利き用のギターとベースの専門店でもある。ビギナー用からプロ用まで在庫500本超という豊富な品揃えは、国内はもとより海外にも例を見ない。
当初は他店と同様、右利き用ギターの販売が主であったが、1995年頃から売り場の一角で細々とレフトハンド（左利き用）ギターの販売を開始した。2006年9月の新社屋リニューアルオープンを機にレフティ専門へとシフトし、今日に至る。左利き用のエレキギター、エレキベース、アコースティックギターについて、楽器メーカーとも協力し、常時国内外10社以上のブランドを取り揃えている。

#### フリー・リード楽器
一店舗でハーモニカの全種類、蛇腹楽器の全種類を取り扱う、日本全国でも数少ない「オールラインナップ」の専門店である。鍵盤ハーモニカや鍵盤笛も扱う。またCDや楽譜、教則本、専用マイク、バッグなど周辺の商品も取り扱う。

##### ハーモニカ
日本国内外のメーカーの全種類のハーモニカ（テンホールズ・ハーモニカ、クロマチック・ハーモニカ、複音ハーモニカ、アンサンブル・ハーモニカ、教育用ハーモニカ、鍵盤ハーモニカ、他）を、入門用モデルからプロ用モデルまで幅広く揃え、在庫総数は常時2000本以上にのぼる。客は店員の説明を聞きながら試奏することが可能。
国内外の有名なハーモニカ奏者もよく谷口楽器に立ち寄る。ハーモニカフロアの壁には、来店した国内外の奏者のサイン色紙がびっしりと貼られ、ハーモニカ版ハリウッド・ウォーク・オブ・フェームのような観を呈している。

##### 蛇腹楽器
日本で最も普及しているピアノ・アコーディオンはもとより、クロマティック・ボタン・アコーディオン、ダイアトニック・ボタン・アコーディオン、さらにはバンドネオンやコンサーティーナまでをも含む全ての蛇腹楽器について、店頭で販売し、修理や調律を受け付け、中古品の買い取りや販売も行っている。客が店員の説明を聞きながら全種類の蛇腹楽器を試奏できる楽器店は、全国でも他にないと言われる。
イタリアのアコーディオン製造企業EXCELSIORとPIGINIの日本総代理店もつとめる。

### 沿革
- 1935年（昭和10年）春 - 谷口清助（たにぐち・せいすけ）が、アコーディオン・ハーモニカ専門店として浅草の鳥越で創業[8][9][4]。当時の住所は東京市浅草区鳥越1-17（佐竹大通り鳥越キネマ並び）[10]。
- 1941年（昭和16年） - お茶の水に進出[8]。「お茶の水楽器街」形成の端緒となった老舗の一つとなる。
- 1958年（昭和33年） - 地下1階地上4階の店舗ビルが完成し、当時の楽器専門店としては東京でトップの広さを誇り、社員数も数十人となり、名称も「株式会社谷口楽器」と改称[8]。
- 1962年（昭和37年） - 12月より専門誌・月刊『アコーディオン・ジャーナル』を刊行開始。昭和中期から平成初期まで日本のアコーディオン文化の中心的な媒体となる。
- 1983年（昭和58年） - 谷口賢（たにぐち・まさる）が代表取締役社長に就任。
- 2006年（平成18年） - 9月、現在の社屋（タニグチビル 3階・4階）をリニューアルオープン[4]。新社屋の完成を機に、3階のギター・フロアはレフティ・ギター（左利き用ギター）の専門店になる。4階はハーモニカやアコーディオンなどフリー・リード楽器の専門店となる。
- 2018年（平成30年） - 代表取締役社長が谷口賢から岩田浩に交代（谷口賢は代表取締役会長に就任）。

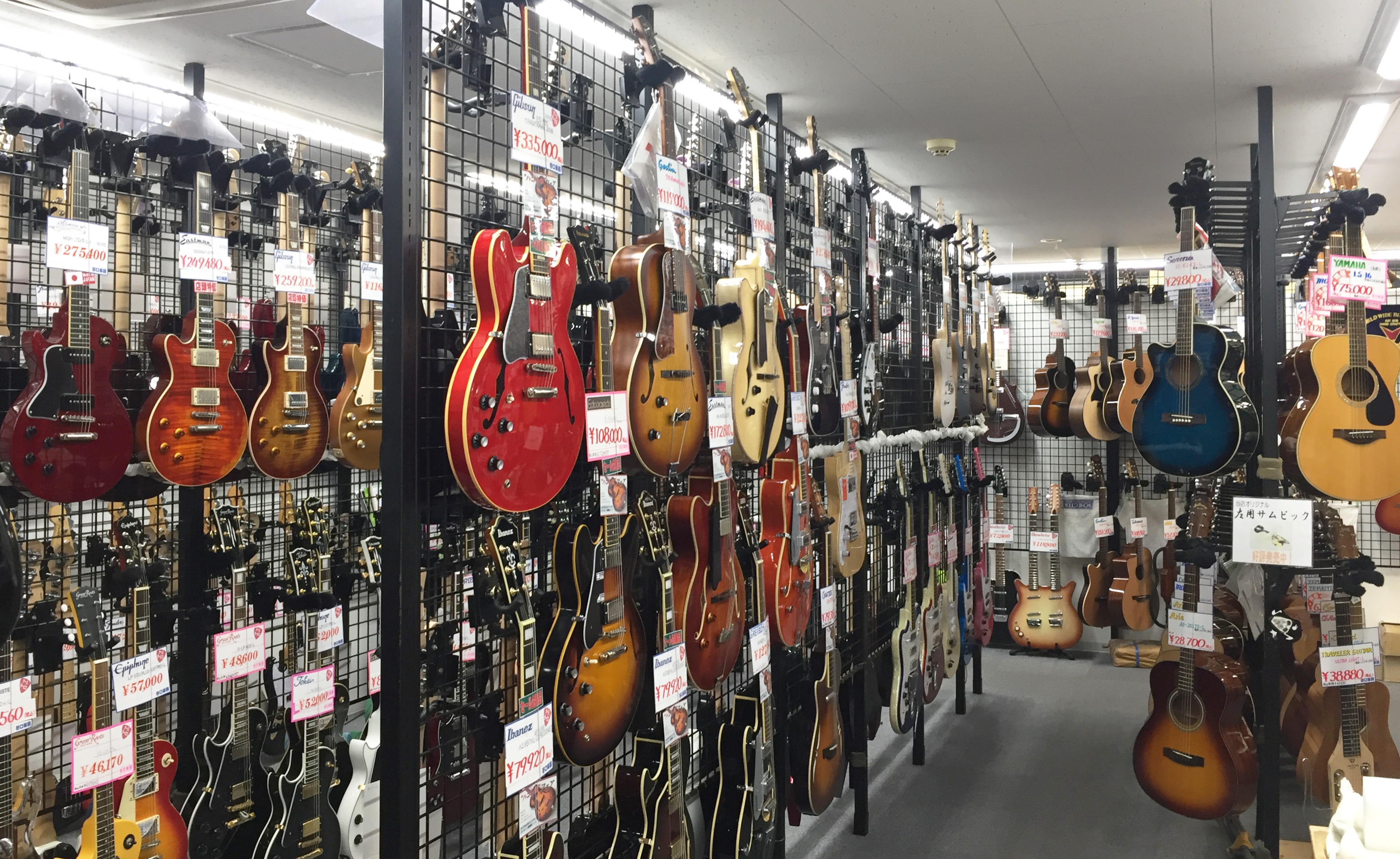
左利き用ギター・ベース売場
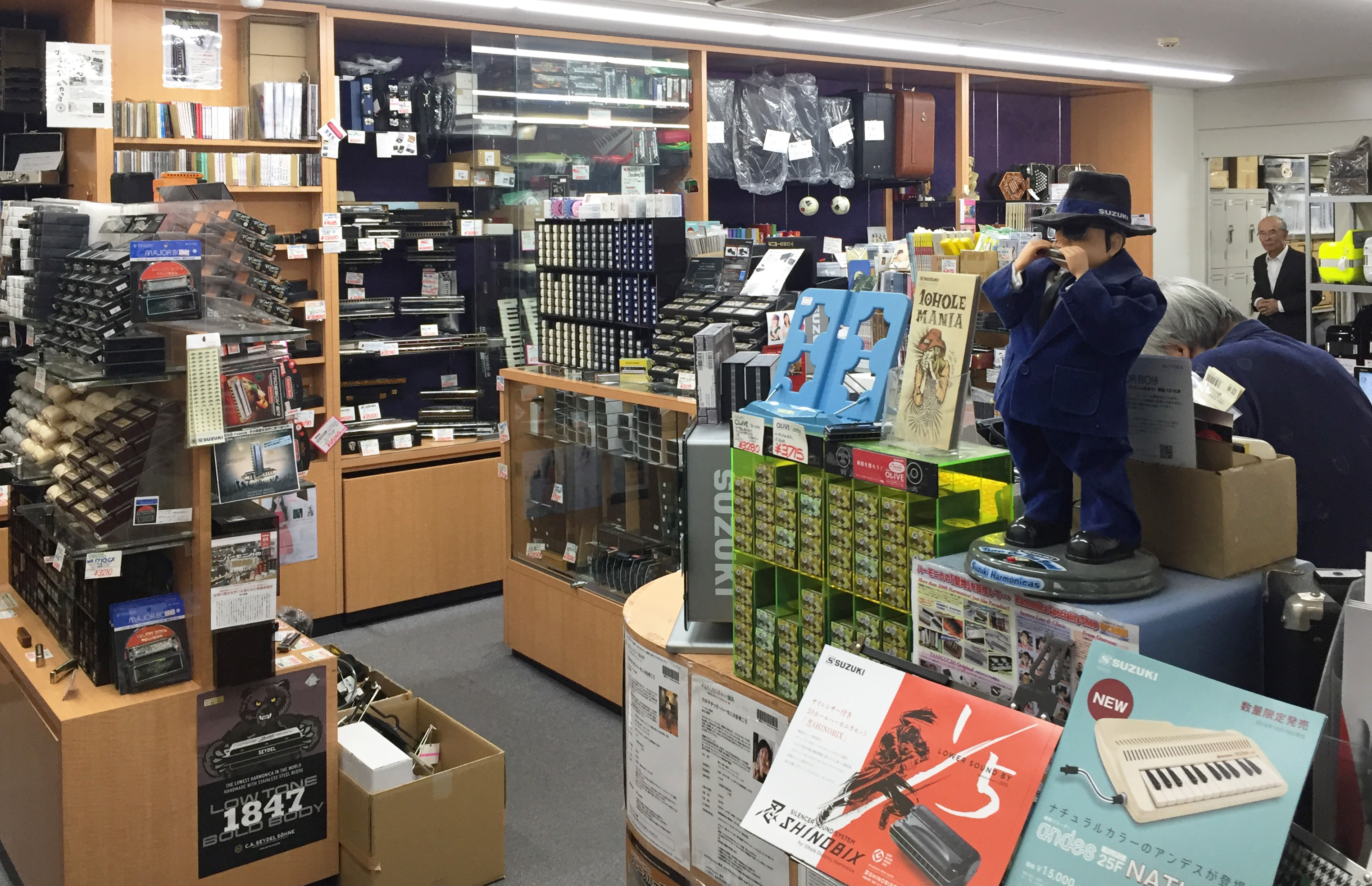
ハーモニカ・アコーディオン売場
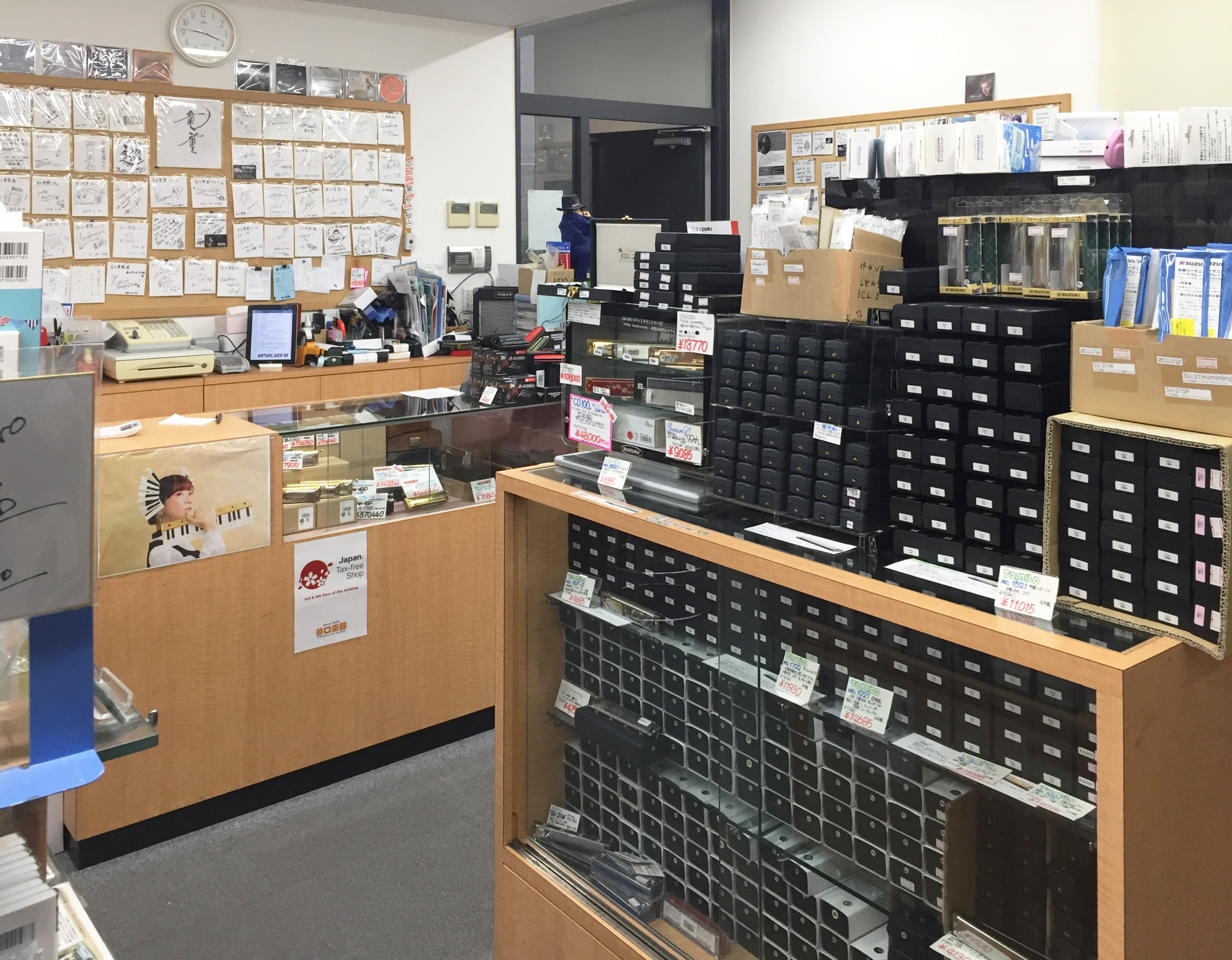
ハーモニカ・アコーディオン売場

## その他

### 店舗内イベント
一般客に楽器を知ってもらうため、また愛好家の交流の場として、定期的に店舗内で入場無料のイベントを開催している。

#### タニグチ・サンデートーク「アコーディオンを語る集い」
2007年から続く、蛇腹楽器のミニライブや体験講習会。毎回、外部から演奏者を講師として招き、話や演奏を聴く。アコーディオンと銘打ってはいるが、コンサーティーナやバンドネオンなどの回もある。
アコーディオニストの横森良造も講師の常連で、毎回テレビでおなじみの伴奏とは違う独奏を披露した。

#### ハーモニカ・インストアイベント
ハーモニカ愛好家のために、演奏者による｢ミニライブ｣やレクチャー、愛好家が自分でできるメンテナンスを習得する｢修理講習会｣などのイベントを行っている。「インストア」と銘打っているが、プロ奏者と一緒に外部のステージに立つ「お茶の水熱烈楽器祭『ハーモニカ大合奏』」や、浜松市のハーモニカ工場見学など、一部のイベントでは店の外に出ることもある。

### 『アコーディオン・ジャーナル』の刊行
谷口楽器が1962年（昭和37年）12月から2006年冬まで、足かけ45年に及ぶ長きにわたり刊行したアコーディオン専門誌である。
- 月刊誌時代　1962年-1994年
創刊号 = 1962年（昭和37年）12月号
休刊前最終号 = 1994年（平成6年）3月号・通巻376号

- 季刊誌時代　1995年-2006年
復刊第1号 = 1995年（平成7年）秋号
最終号 = 2006年（平成18年）冬号　通巻418号

これほど長期にわたり定期的に刊行されたアコーディオン専門誌は、世界でも類例がない。編集・執筆は金子元孝が担当し、国内外の寄稿者による記事も多かった。日本国内の演奏者や団体の活動の紹介、アコーディオンを含む各種の蛇腹楽器の解説や、楽譜の掲載、戦前・戦中の回顧記事、イベントのレポート、海外の事情の紹介など、記事の内容は多彩であり、日本および世界の蛇腹楽器の歴史を知るうえで一級の史料ともなっている。現在、全冊がPDF化され、谷口楽器の店頭で閲覧できる。